# Плас, Ян
Ян Плас (16 марта 1945, Амстердам — 1 сентября 2010, Zwaag, Северная Голландия) — создатель клуба Меджиро Джим, который считается одним из лучших залов по кикбоксингу в мире. Этого тренера называют отцом голландского стиля в этом виде спорта. Плас также создал N.K.B.B. (Голландскую ассоциацию кикбоксинга). Среди воспитанников Яна такие громкие имена как: Петер Аэртс, Роб Камман, Йохан Вос, Иван Ипполит. Сам Плас является учеником Йона Блюминга. Начинал свою спортивную карьеру Ян с киокушинкай карате. Посетив стажировку в Японии, он впервые узнал от кикбоксинге. Его вдохновил новый вид спорта и вскоре Плас открыл свою школу по франшизе в Голландии. Помимо спортивных достижений он также известен своей криминальной биографией. Пласа обвиняли в торговле наркотиками, и за это он отсидел в тюрьме. Легендарный тренер закончил жизнь самоубийством.

## Биография

### Путь спортсмена
Сенйсей Пласа — Йон Блюминг. В 1961 году он открыл первую школу киокусинкай карате, в которой тренировался Ян. В 1972 некоторые ученики Блюминга начали тренироваться в боксёрских перчатках вопреки киокушиновской традиции. Это не понравилось шихану, и несколько последователей откололись от своей школы. Плас продолжил тренироваться по старой традиции, но по выходным все же спринговался в боксёрских перчатках. Вторым учителем Яна можно назвать Кензи Куросаки — под его руководством голландец тренировался в течение года. Портрет японца до сих пор весит в Меджиро Джиме. Именно он придумал кикбоксинг как вид спорта. В 1973 году учитель Пласа Йон Блюминг отошёл от спорта, и его ученикам пришлось искать свой путь в киокушинкае. Ян вместе с двумя соратниками — Яном ван Лойе и Петером ван де Хемелем — отправились в Японию на стажировку. В Токио они посетили несколько соревнований по кикбоксингу и новый для голландцев вид спорта произвёл на них впечатление. На турнирах они познакомились с местными спортсменами, которые пригласили голландцев в свой зал. Он находился в районе Меджиро. В зале преподавал Кендзи Куросаки. Японец оценил подход и усердие новых учеников и разрешил Пласу открыть свой собственный клуб в Амстердаме.

### Тренерская деятельность
Первоначально зал располагался на территории боксёрского клуба Vermeulen. За время своего существования он несколько раз переезжал. Сейчас филиалы зала располагаются в Атланте, Катовице и Самаре. Рождением голландского кикбоксинга считается 1976, когда Плас пришёл в другой зал — Чикурики Джим и предложил его руководителю Тому Харкну провести турнир между клубами. В этом году они совместно открыли N.K.B.B. (Голландская ассоциация кикбоксинга). Позднее к историческому спортивному противостоянию прибавиться ещё один соперник — Vos Gym.
Первыми учениками Пласа были Лусьен Карбин, Йохан Вос, Арис Купман, Берт ван Ос, Тхижс Велдман. Первым чемпионом мира из Меджиро стал Роб Каман, завоевавший этот титул в 1982 году. Позднее достижение удалось повторить другим его одноклубникам — Андре Брильману, Фреду Ройэрсу и Мило эл Геубли (старший). В восьмидесятые годы зал прославляли на весь мир такие бойцы как Мустафа Ямали, Tom Van be Berg, Андре Маннар и Нина ван Роеден. Считается что именно Плас ввёл особый подход к тренировочному процессу, который позже стали использовать школы по всему миру. Ян стал разделять дни, посвящённые спаррингам, работе со снарядами и физической подготовке. Именно он первым стал выносить занятия по ОФП вне пределов зала. В девяностые Пласа на тренерском посту сменил Андре Маннарт — многократный чемпион Европы и мира по кикбоксингу. Он также воспитал много звёзд ударных видов спорта. В семидесятые годы американская школа кикбоксинга доминировала в мире, но благодаря таким людям как Ян Плас, Том Харинк и Йохан Вос Голландия за десятилетие сделала рывок, который позволил обогнать заокеанских конкурентов и оставться на вершине до наших дней.

### Преступная деятельность
Помимо спортивной деятельности Ян Плас был вовлечён в организованную преступность. Он был телохранителем Клааса Брёйнсмы — крупнейшего голландского торговца наркотиками. В 1991 году работодателя Пласа застрелили. Убийцей оказался Мартин Хуглендом — бывший полицейский, который работал на югославскую мафию. В 2008 Яна арестовали за организацию оборота наркотиков. Его дочь и зятя также арестовали за мошенничество и отмывание денег. До ареста они работали в полиции. В 2010 Плас закончил жизнь самоубийством в тюрьме.